# Vendranges

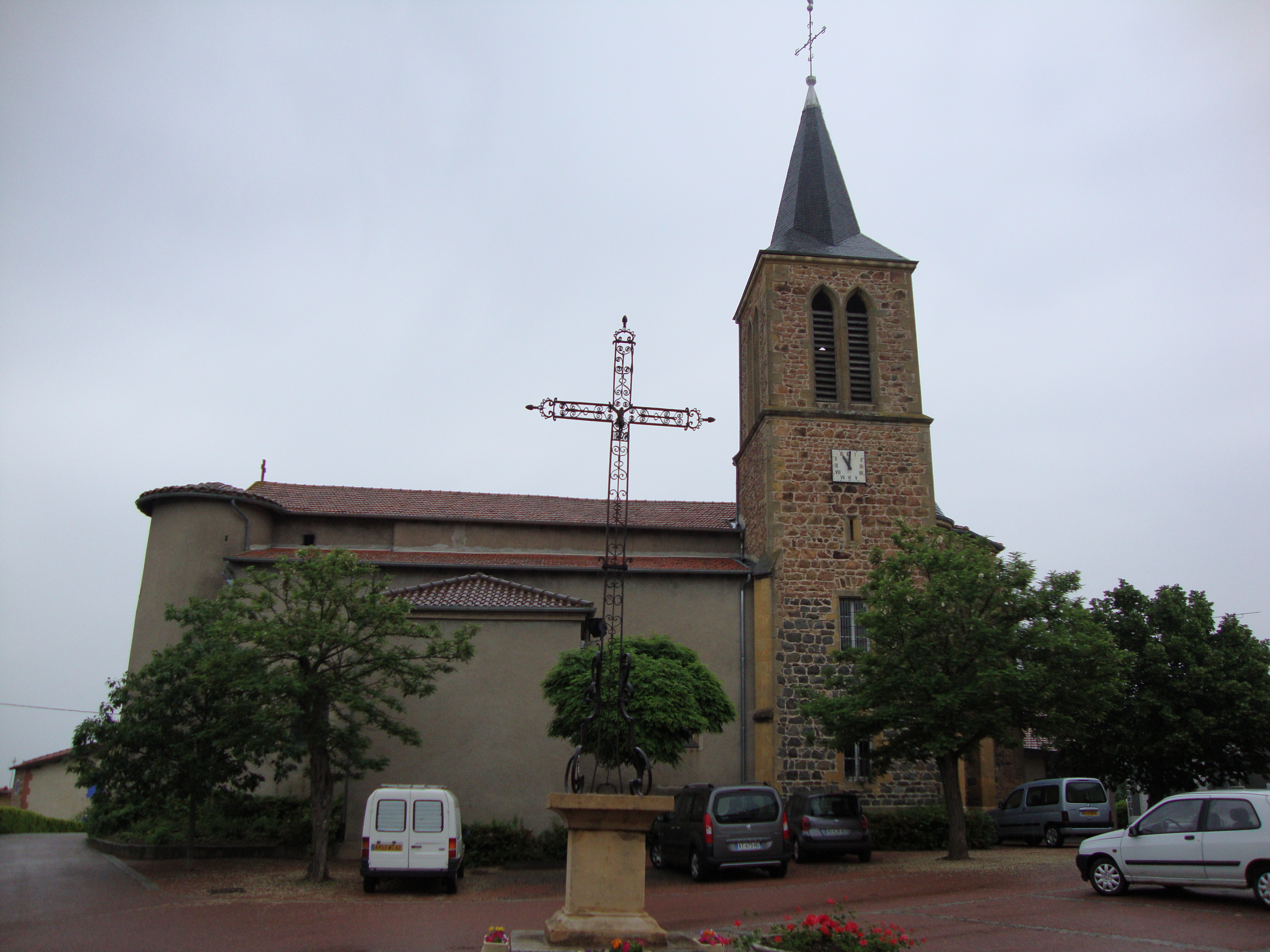
Kościół w Vendranges, 2010

Vendranges – miejscowość i gmina we Francji, w regionie Owernia-Rodan-Alpy, w departamencie Loara.
Według danych na rok 1990 gminę zamieszkiwało 226 osób, a gęstość zaludnienia wynosiła 20 osób/km² (wśród 2880 gmin regionu Rodan-Alpy Vendranges plasuje się na 1401. miejscu pod względem liczby ludności, natomiast pod względem powierzchni na miejscu 1028.).